# Xestia juncta
Xestia juncta là một loài bướm đêm trong họ Noctuidae.